# 庐山基督教礼拜堂
庐山基督教礼拜堂，位于中国江西省九江市庐山牯岭河西路438号，长冲河西岸的草地上，毗邻东谷电影院（原基督教协和礼拜堂）。1987年4月13日由庐山风景名胜区管理局列为庐山文物保护单位。
庐山基督教礼拜堂建于1910年，建筑面积240平方米，原为英国基督教会的医学会堂，曾用作牯岭美国学校的教室，后改作基督教小礼拜堂。此处与美庐近在咫尺，蒋介石夫妇经常在这里做礼拜。。
现在，庐山基督教礼拜堂目前为牯岭镇仅存的一处开放的基督教聚会场所，可容纳200人聚会。牯岭镇1万多人口中，有120多名信徒。毗邻的东谷电影院原为基督教协和礼拜堂，建于1897年，1960年被改造成电影院。